# Affinisina
Affinisina es un alcaloide indol e inhibidor de la acetilcolinesterasa aislada de Tabernaemontana.